# Kempena Koppa, Shimoga
Kempena Koppa là một làng thuộc tehsil Shimoga, huyện Shimoga, bang Karnataka, Ấn Độ.